# Dayton Dutch Lions
Dayton Dutch Lions, é um clube de futebol da cidade de West Carrollton, Ohio.  O clube pertence a Dutch Lions Group, uma empresa liderada pelo clube holandês FC Twente e que ainda possui outros dois times chamados Houston Dutch Lions e Cincinnati Dutch Lions. A equipe disputa atualmente a Premier Development League.

## História
O clube possui esse nome pela afiliação ao clube holandês FC Twente. A primeira partida do time foi um empate em 3x3 contra o Cincinnati Kings no dia 8 de maio de 2010. O primeiro gol da equipe foi marcado por Eddie Hertsenberg.
A equipe jogou a USL Pro de 2011 a 2014, quando se transferiu para a liga atual, a Premier Development League. Sua melhor campanha na US Open Cup foi em 2012, quando chegou as quartas de finais.